# Amiibo

Logo ufficiale amiibo

Gli amiibo (アミーボ?, amībo) sono action figure e carte collezionabili toys-to-life prodotte da Nintendo, utilizzabili con determinati videogiochi per console Wii U, Nintendo 3DS, Nintendo Switch e Nintendo Switch 2 (per utilizzare gli amiibo su 3DS, 3DS XL e 2DS è necessario l'acquisto di un lettore NFC, venduto separatamente; al contrario, New Nintendo 3DS, New Nintendo 3DS XL e New Nintendo 2DS XL dispongono già di tecnologia NFC incorporata, posta sotto al touch screen). Le prime statuette sono state ufficialmente rese disponibili per l'acquisto con l'uscita del picchiaduro a incontri Super Smash Bros. per Wii U. Oltre alle statuette, sono state commercializzate anche delle carte amiibo, commercializzate per la prima volta con Animal Crossing: Happy Home Designer per 3DS. Nell'aprile 2016, Nintendo ha annunciato di averne venduto più di 24,7 milioni di statuette amiibo e più di 28,9 milioni di carte amiibo. Gli amiibo non si limitano a personaggi di casa Nintendo, infatti sono disponibili amiibo per videogiochi third party, o per videogiochi first party, ma in collaborazione con altre aziende; esempio di quest'ultima sono le carte amiibo "Sanrio Collaboration Pack", utilizzabili per i videogiochi Animal Crossing: New Leaf - Welcome Amiibo e Animal Crossing: New Horizons.

## Tecnologia

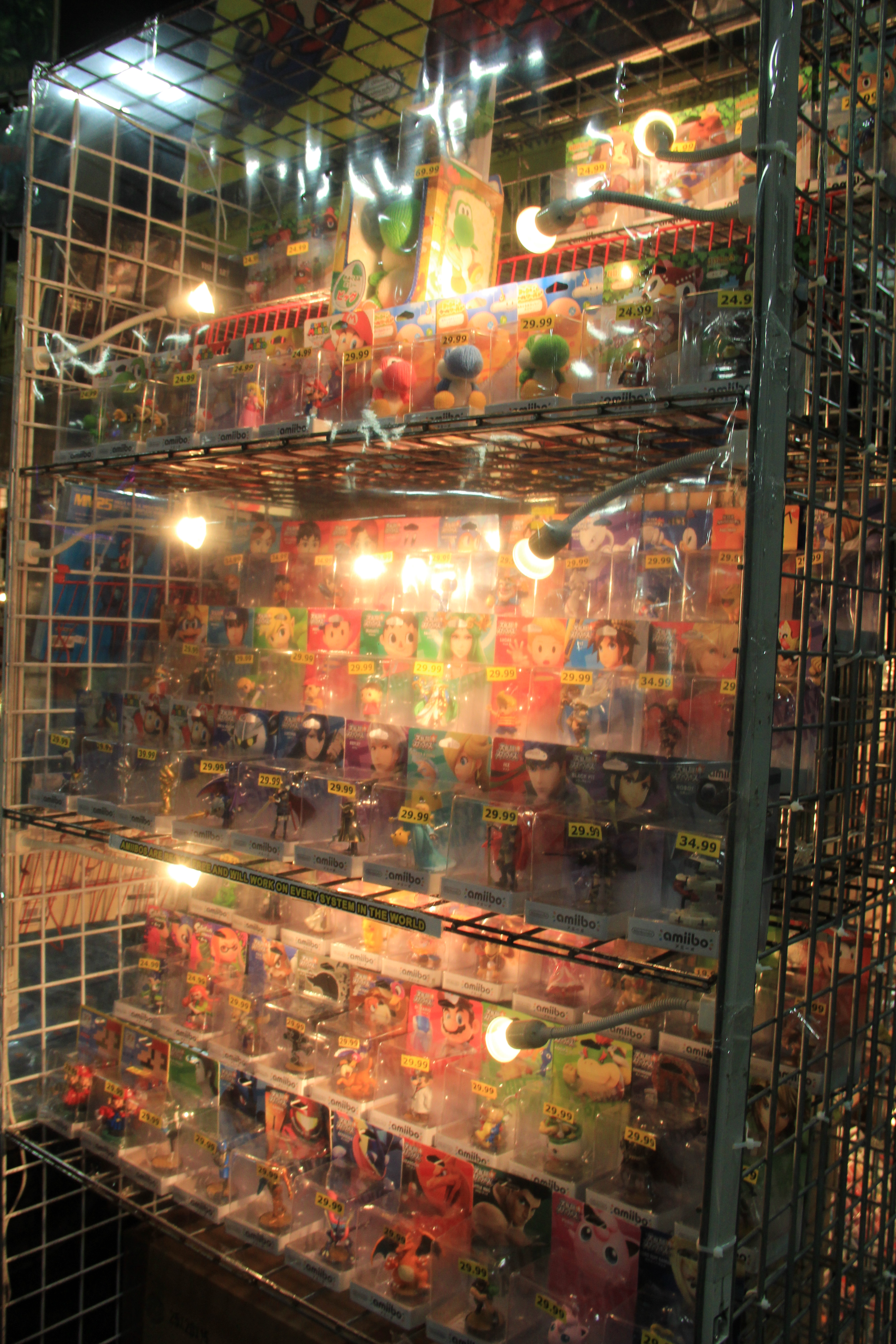
Statuette amiibo in vendita al Penny Arcade Expo del 2016

Le statuette e le carte sono dotate di un chip incorporato che utilizza tecnologia di comunicazione NFC. Posizionandole sul Wii U GamePad nel punto denominato NFC, sul touch screen del New Nintendo 3DS, New Nintendo 3DS XL, sul lettore NFC per Nintendo 3DS, Nintendo 3DS XL e Nintendo 2DS o sul pad del Joy-Con Nintendo Switch mentre si sta giocando ad uno dei videogiochi compatibili, i dati presenti sul chip della statuetta o della carta verranno trasferiti automaticamente e saranno utilizzati in diversi modi. Spesso la ricompensa per l'utilizzo degli amiibo si limita a premi e contenuti extra in-game; in giochi come Yoshi's Woolly World, il giocatore poteva usare il proprio amiibo per conservare uno dei modelli di Yoshi sboccabili nel gioco e portarlo, ad esempio, a casa di un amico per giocarvici insieme in modalità cooperativa.

## Elenco di Amiibo
Questa è la lista di tutte le statuine amiibo rese disponibili sul mercato europeo, aggiornata al 13/01/2024.

### In serie
Serie Super Smash Bros.
| Personaggi                                                                                              | Data             |
| --- | ---------------- |
| Mario, Peach, Yoshi, Donkey Kong, Link, Fox, Samus, Trainer di Wii Fit, Abitante, Pikachu, Kirby, Marth | 28 novembre 2014 |
| Zelda, Diddy Kong, Luigi, Little Mac, Pit, Captain Falcon                                               | 19 dicembre 2014 |
| Rosalinda, Bowser, Lucario, Link Cartone, Sheik, Ike                                                    | 23 gennaio 2015  |
| Shulk, Sonic, Mega Man, King Dedede, Meta Knight                                                        | 20 febbraio 2015 |
| Daraen, Lucina, Wario, Charizard, Ness, Pac-Man                                                         | 24 aprile 2015   |

| Personaggi                                                                                         | Data              |
| -------------------------------------------------------------------------------------------------- | ----------------- |
| Greninja, Jigglypuff                                                                               | 29 maggio 2015    |
| Palutena, Pit Oscuro, Samus Tuta Zero, Ganondorf                                                   | 26 giugno 2015    |
| Dr. Mario, Bowser Jr., Olimar                                                                      | 17 luglio 2015    |
| Mr. Game & Watch, R.O.B. (Colori NES), Duo Duck Hunt, Lottatore Mii, Spadaccino Mii, Fuciliere Mii | 25 settembre 2015 |
| Mewtwo                                                                                             | 23 ottobre 2015   |

| Personaggi                                                                                   | Data             |
| -------------------------------------------------------------------------------------------- | ---------------- |
| Falco                                                                                        | 20 novembre 2015 |
| Lucas                                                                                        | 29 gennaio 2016  |
| R.O.B. (Colori Famicom), Roy, Ryu                                                            | 18 marzo 2016    |
| Cloud, Cloud (Giocatore 2), Corrin, Corrin (Giocatore 2), Bayonetta, Bayonetta (Giocatore 2) | 21 luglio 2017   |
| Inkling, Ridley, Wolf                                                                        | 7 dicembre 2018  |

| Personaggi                                 | Data              |
| ------------------------------------------ | ----------------- |
| King K. Rool, Ice Climbers, Pianta Piranha | 15 febbraio 2019  |
| Ken, Daisy, Link Giovane                   | 12 aprile 2019    |
| Pichu, Fuffi, Allenatore di Pokémon        | 26 luglio 2019    |
| Snake, Ivysaur, Squirtle                   | 20 settembre 2019 |
| Chrom, Simon, Incineroar                   | 15 novembre 2019  |

| Personaggi                     | Data              |
| ------------------------------ | ----------------- |
| Samus Oscura, Richter          | 17 gennaio 2020   |
| Joker, Hero                    | 25 settembre 2020 |
| Banjo & Kazooie, Terry, Byleth | 26 marzo 2021     |
| Min Min                        | 29 marzo 2022     |
| Steve, Alex                    | 9 settembre 2022  |

| Personaggi        | Data             |
| ----------------- | ---------------- |
| Kazuya, Sephiroth | 13 gennaio 2023  |
| Pyra, Mythra      | 21 luglio 2023   |
| Sora              | 16 febbraio 2024 |

Serie Super Mario
| Personaggi                               | Data             |
| ---------------------------------------- | ---------------- |
| Mario, Luigi, Peach, Yoshi, Bowser, Toad | 20 marzo 2015    |
| Wario, Rosalinda, Donkey Kong, Boo       | 7 ottobre 2016   |
| Waluigi, Diddy Kong, Donkey Kong, Daisy  | 4 novembre 2016  |
| Goomba, Koopa                            | 6 ottobre 2017   |
| Mario, Peach, Bowser                     | 27 ottobre 2017  |
| Mario gatto, Peach gatto,                | 12 febbraio 2021 |

Serie Splatoon
| Personaggi                                                                                             | Data             |
| --- | ---------------- |
| Ragazzo Inkling, Ragazza Inkling, Calamaro Inkling, Yoshi, Bowser, Toad                                | 29 maggio 2015   |
| Stella, Marina, Ragazzo Inkling (viola), Ragazza Inkling (verde limetta), Calamaro Inkling (arancione) | 8 luglio 2016    |
| Calamaro Inkling, Ragazzo Inkling, Ragazza Inkling                                                     | 21 luglio 2017   |
| Alga, Nori                                                                                             | 13 luglio 2018   |
| Ragazzo Octoling, Polpo Octoling, Ragazza Octoling                                                     | 09 novembre 2018 |
| Inkling (giallo), Octoling (blu), Salmonello                                                           | 11 novembre 2022 |

Serie Yoshi's Woolly World
| Personaggi                                                     | Data             |
| -------------------------------------------------------------- | ---------------- |
| Yoshi di lana verde, Yoshi di lana azzurro, Yoshi di lana rosa | 26 giugno 2015   |
| Mega Yoshi di lana                                             | 27 novembre 2015 |
| Poochy di lana                                                 | 3 febbraio 2017  |

Serie Mario 30th Anniversary
| Personaggi                    | Data              |
| ----------------------------- | ----------------- |
| Mario 8-bit (colori classici) | 11 settembre 2015 |
| Mario 8-bit (colori moderni)  | 23 ottobre 2015   |

Serie Skylanders: SuperChargers
| Personaggi                                                                     | Data              |
| ------------------------------------------------------------------------------ | ----------------- |
| Turbo Charge Donkey Kong, Turbo Charge Donkey Kong Dark, Hammer Slammer Bowser | 25 settembre 2015 |

Serie Chibi-Robo!
| Personaggi | Data            |
| ---------- | --------------- |
| Chibi-Robo | 6 novembre 2015 |

Serie Animal Crossing
| Personaggi                                                             | Data             |
| ---------------------------------------------------------------------- | ---------------- |
| Fuffi, Agostina, Tom Nook, Casimira, Merino, Alpaca, Fofò, K.K. Slider | 20 novembre 2015 |
| Blatero, Resetti, Sciuscià, Celeste                                    | 29 gennaio 2016  |
| Fuffi (Vestito estivo), Girolamo, Mirco e Marco, Remo                  | 18 marzo 2016    |

Serie The Legend of Zelda
| Personaggi | Data             |
| --- | ---------------- |
| Link lupo | 4 marzo 2016     |
| Link (Ocarina of Time), Link (The Legend of Zelda), Link cartone (The Wind Waker), Zelda cartone (The Wind Waker) | 2 dicembre 2016  |
| Link (con l'arco), Link (a cavallo), Guardiano, Zelda, Boblin                                                     | 3 marzo 2017     |
| Link (Majora's Mask), Link (Skyward Sword), Link (Twilight Princess)                                              | 23 agosto 2017   |
| Mipha, Daruk, Revali, Urbosa                                                                                      | 10 novembre 2017 |

| Personaggi                                                     | Data              |
| -------------------------------------------------------------- | ----------------- |
| Link (Link's Awakening)                                        | 20 settembre 2019 |
| Zelda e solcanubi                                              | 16 luglio 2021    |
| Link (Tears of The Kingdom)                                    | 12 maggio 2023    |
| Zelda (Tears of The Kingdom), Ganondorf (Tears of The Kingdom) | 3 novembre 2023   |

Serie Kirby
| Personaggi                                  | Data           |
| ------------------------------------------- | -------------- |
| Kirby, Meta Knight, King Dedede, Waddle Dee | 10 agosto 2016 |

Serie Fire Emblem
| Personaggi   | Data            |
| ------------ | --------------- |
| Alm, Cecilia | 19 maggio 2017  |
| Chrom, Tiki  | 20 ottobre 2017 |

Serie Pikmin
| Personaggi | Data           |
| ---------- | -------------- |
| Pikmin     | 28 luglio 2017 |

Serie Metroid
| Personaggi      | Data              |
| --------------- | ----------------- |
| Metroid, Samus  | 15 settembre 2017 |
| Samus, E.M.M.I. | 5 novembre 2021   |

### Personaggi non in serie
- Shovel Knight: 8 gennaio 2016

- Detective Pikachu: 23 marzo 2018

- Solaire di Astora: 24 maggio 2018

- Specter Knight, Plague Knight, King Knight: 10 dicembre 2019

- Compagno Felyne, Magnamalo, Compagno Canye: 26 marzo 2021

- Ena, Ratha tagliente, Tsukino: 9 luglio 2021